# Nagpur
Pronunciação
Nagpur é uma cidade da Índia, no Estado de Maharashtra. Tem cerca de 2.39 milhões de habitantes. É a maior cidade do centro da Índia e tem a terceira maior população do estado de Maharashtra. Nagpur é a 13ª cidade mais populosa da Índia e a 114ª do mundo. Nagpur é também a sede da sessão anual de inverno do Maharashtra Vidahn Sabha. A cidade é o maior centro comercial e político da região Vidarbha do estado de Maharashtra. Nagpur fica no exato centro do país, no exato marco-zero, de onde são medidas todas as distâncias em milhas do país.

## Etimologia
O Rio Nag, que é um afluente do Rio Kanhan, possui em seu fluxo um caminho sinuoso lembrando o corpo de uma cobra, que na língua marata chama-se Nag. Pur é um sufixo comum indiano, que pode indicar tanto vilas como cidades. Como esse rio corre através da cidade, juntaram-se os dois termos (Nag+pur) que signica literamente Cidade Cobra.